# Comuna de Goszczyn
Goszczyn (polaco: Gmina Goszczyn) é uma gminy (comuna) na Polónia, na voivodia de Mazóvia e no condado de Grójecki. A sede do condado é a cidade de Goszczyn.
De acordo com os censos de 2004, a comuna tem 2935 habitantes, com uma densidade 51,5 hab/km².

## Área
Estende-se por uma área de 56,99 km², incluindo:
- área agricola: 92%
- área florestal: 3%

## Demografia
Dados de 30 de Junho 2004:
|                      | Total   | Total | Mulheres | Mulheres | Homens  | Homens |
| -------------------- | ------- | ----- | -------- | -------- | ------- | ------ |
|                      | pessoas | %     | pessoas  | %        | pessoas | %      |
| População            | 2935    | 100   | 1425     | 48,6     | 1510    | 51,4   |
| Densidade (pop./km²) | 51,5    | 100   | 25       | 25       | 26,5    | 26,5   |

De acordo com dados de 2002, o rendimento médio per capita ascendia a 1206,26 zł.

## Subdivisões
- Bądków, Bądków-Kolonia, Długowola, Jakubów, Józefów, Modrzewina, Nowa Długowola, Olszew, Romanów, Sielec.

## Comunas vizinhas
- Belsk Duży, Jasieniec, Mogielnica, Promna